# Böttstein
Böttstein es una comuna suiza del cantón de Argovia, situada en el distrito de Zurzach. Limita al noroeste con la comuna de Leuggern, al noreste con Klingnau, al este con Döttingen, al sureste con Würenlingen, al sur con Villigen, y al oeste con Mandach.